# Mount Freeman
Mount Freeman ist ein markanter und 2880 m hoher Berg im ostantarktischen Viktorialand. In den Victory Mountains überragt er 3 km nordwestlich des Mount Lepanto die Basis des Walker Ridge.
Der United States Geological Survey kartierte ihn anhand eigener Vermessungen und Luftaufnahmen der United States Navy aus den Jahren von 1960 bis 1964. Das Advisory Committee on Antarctic Names benannte ihn 1970 nach Leutnant Elliott R. Freeman von den Reservestreitkräften der US Navy, Hubschrauberkommandant während der Operation Deep Freeze des Jahres 1968.